# Mauritz Linder
Mauritz Linder, född 2 april 1854 i Kalmar stadsförsamling i Kalmar län, död 5 maj 1936 i Oscars församling i Stockholm, var en svensk tidningsman.
Linder var son till pigan Fredrika Andersson och växte upp i en fosterfamilj. Han arbetade till en början som typograf och från 1876 som faktor. 1880 kom han till Oskarshamn för att bli boktryckare, verkställande direktör i Oskarshamns Tryckeri AB och redaktör för Oskarshamns-Tidningen. Han var direktör i Emfors Pappersfabriksaktiebolag 1895–1899 och i Spritvarubolaget 1895–1921.
Politiken engagerade honom också och han satt i stadsfullmäktige i Oskarshamns stad, däribland en period som ordförande. Andra förtroendeuppdrag han hade var som ordförande och styrelseledamot i AB Oskarshamns Tidning, Eksjö Tryckeri AB, Svenska handelsbankens avdelningskontor, Ruda-Oskarshamns Järnväg AB, ledamot i styrelsen för Ruda-Älghults järnvägsaktiebolag och Norra Smålands stadshypoteksförening.
Mauritz Linder gifte sig 1880 med Hilda Sandelin (1857–1947), dotter till sjökapten J.P. Sandelin. Sonen John Mauritz Linder (1882–1946) var redaktör och ansvarig utgivare av Eksjö-Tidningen 1910–1913. Sonen Karl Axel Linder (1894–1970) var sångare vid olika teatrar utomlands, sedan kamrer i Tranås, gift med Gunilla Hamilton och farfar till prästen Louise Linder.